# Ettore Balestrero
Ettore Balestrero (Genova, 21 dicembre 1966) è un arcivescovo cattolico e diplomatico italiano, dal 21 giugno 2023 osservatore permanente della Santa Sede presso l'Ufficio delle Nazioni Unite ed Istituzioni specializzate a Ginevra e l'Organizzazione mondiale del commercio e rappresentante della Santa Sede presso l'Organizzazione internazionale per le migrazioni.

## Biografia
È nato a Genova il 21 dicembre 1966 da madre americana.

### Formazione e ministero sacerdotale
Dopo aver frequentato la facoltà di giurisprudenza, è entrato nell'Almo Collegio Capranica ed è stato ordinato presbitero il 18 settembre 1993 per la diocesi di Roma dal cardinale Camillo Ruini. Successivamente ha conseguito la laurea in teologia e il dottorato in diritto canonico.
Entrato nel servizio diplomatico della Santa Sede nel 1996, ha ricoperto incarichi in Corea, Mongolia e Paesi Bassi. Dal 2001 ha prestato servizio presso la Segreteria di Stato della Santa Sede. Il 17 agosto 2009 papa Benedetto XVI lo ha nominato sottosegretario per i rapporti con gli stati, in sostituzione di Pietro Parolin, il quale era stato a sua volta nominato nunzio apostolico in Venezuela.
Parla fluentemente inglese, francese, spagnolo, tedesco e olandese.
In qualità di sottosegretario è stato rappresentante del Vaticano presso Moneyval, il braccio del Consiglio d'Europa incaricato della prevenzione del riciclaggio di denaro e del finanziamento del terrorismo. La valutazione di Moneyval del luglio 2016 ha mostrato che il Vaticano ha sostanzialmente migliorato la sua conformità, sebbene abbia identificato anche problemi in corso. Balestrero ha accettato i suoi giudizi e ha affermato che il rapporto "non era una fine, ma una pietra miliare nei nostri continui sforzi ... un passaggio importante nei nostri continui sforzi per sposare impegni morali con l'eccellenza tecnica".

### Ministero episcopale
Il 22 febbraio 2013, nell'ultima settimana del pontificato di papa Benedetto XVI, è stato nominato nunzio apostolico in Colombia e arcivescovo titolare di Vittoriana.
Ha ricevuto la consacrazione episcopale dal cardinale Tarcisio Bertone il 27 aprile successivo, co-consacranti i cardinali Marc Armand Ouellet, prefetto della Congregazione per i vescovi e Fernando Filoni, prefetto della Congregazione per l'evangelizzazione dei popoli. 
In Colombia ha sostenuto l'intesa del governo con il movimento di guerriglia FARC e l'accordo di pace raggiunto nel novembre 2016, che ha portato a una visita papale in Colombia nel 2017.
Nei primi mesi del 2018 il nunzio apostolico nella Repubblica Democratica del Congo, l'arcivescovo Luis Mariano Montemayor, è tornato a Roma dopo essere stato dichiarato persona non grata per le sue critiche al presidente della Repubblica Democratica del Congo Joseph Kabila ed il 6 luglio, la Santa Sede ha inviato Balestrero al suo posto per il disbrigo degli affari della nunziatura apostolica. Il 27 aprile 2019 è stato nominato nunzio apostolico in quella nazione, dopo le elezioni e il cambio di governo nella Repubblica.
Il 21 giugno 2023 papa Francesco lo ha nominato osservatore permanente della Santa Sede presso l'Ufficio delle Nazioni Unite ed Istituzioni specializzate a Ginevra e l'Organizzazione mondiale del commercio e rappresentante della Santa Sede presso l'Organizzazione internazionale per le migrazioni.

## Genealogia episcopale e successione apostolica
La genealogia episcopale è:
- Cardinale Scipione Rebiba
- Cardinale Giulio Antonio Santori
- Cardinale Girolamo Bernerio, O.P.
- Arcivescovo Galeazzo Sanvitale
- Cardinale Ludovico Ludovisi
- Cardinale Luigi Caetani
- Cardinale Ulderico Carpegna
- Cardinale Paluzzo Paluzzi Altieri degli Albertoni
- Papa Benedetto XIII
- Papa Benedetto XIV
- Cardinale Enrico Enriquez
- Arcivescovo Manuel Quintano Bonifaz
- Cardinale Buenaventura Córdoba Espinosa de la Cerda
- Cardinale Giuseppe Maria Doria Pamphilj
- Papa Pio VIII
- Papa Pio IX
- Cardinale Gustav Adolf von Hohenlohe-Schillingsfürst
- Arcivescovo Salvatore Magnasco
- Cardinale Gaetano Alimonda
- Cardinale Agostino Richelmy
- Vescovo Giuseppe Castelli
- Vescovo Gaudenzio Binaschi
- Arcivescovo Albino Mensa
- Cardinale Tarcisio Bertone, S.D.B.
- Arcivescovo Ettore Balestrero

La successione apostolica è:
- Vescovo Joselito Carreño Quiñonez, M.X.Y. (2014)
- Vescovo Medardo de Jesús Henao del Río, M.X.Y. (2014)
- Vescovo Carlos Alberto Correa Martínez (2014)
- Arcivescovo Gabriel Ángel Villa Vahos (2014)
- Vescovo Luis Horacio Gómez González (2014)
- Arcivescovo Luis Fernando Rodríguez Velásquez (2014)
- Vescovo Luis Gabriel Ramírez Díaz (2014)
- Vescovo César Alcides Balbín Tamayo (2015)
- Vescovo José Crispiano Clavijo Méndez (2015)
- Vescovo Juan Carlos Cárdenas Toro (2015)
- Vescovo José Luis Henao Cadavid (2015)
- Vescovo Marco Antonio Merchán Ladino (2016)
- Vescovo Orlando Olave Villanoba (2017)
- Vescovo Mario de Jesús Álvarez Gómez (2018)
- Vescovo José Saúl Grisales Grisales (2018)
- Vescovo François Abeli Muhoya Mutchapa (2021)
- Vescovo Richard Kazadi Kamba (2022)
- Vescovo Sebastien Kenda Ntumba (2022)